# 2MASS J09393548-2448279
2MASS J09393548-2448279 ist vermutlich ein Doppelsystem bestehend aus zwei Braunen Zwergen. Das Objekt gehört der Spektralklasse T8 an, liegt im Sternbild Hydra an der Grenze zum Sternbild Antlia und ist rund 17 Lichtjahre von der Erde entfernt. Es wurde durch Tinney et al. durch Analyse der Daten der 2MASS-Durchmusterung als Brauner Zwerg identifiziert (Veröffentlichung 2005). Modellrechnungen deuten darauf hin, dass es sich um ein System zweier Brauner Zwerge mit Effektivtemperaturen von etwa 500 und 700 Kelvin und Massen von ca. 25 und 40 Jupitermassen handelt, es wäre aber auch ein Paar mit Temperaturen von 600 K und je 30 Jupitermassen möglich. Die Komponenten des vermuteten Systems zählen zu den kühlsten bekannten Braunen Zwergen.